# 外国人記者クラブ
外国人記者クラブ（がいこくじんきしゃクラブ、Foreign Correspondents' Club, FCC）とは、外国人記者（特派員）や外国人ジャーナリストのために設けられた記者クラブである。

## 日本
日本の外国人記者クラブである日本外国特派員協会(The Foreign Correspondents' Club of Japan, FCCJ)は、第二次世界大戦直後の1945年に設立された。何度か移転しているが、いずれも日比谷の周辺に位置している。有楽町電機ビルの19階と20階にあり、記者室や図書館、レストラン、バーがあるほか、国内外の主要な人物を招いて主催会見を開催する。
会員制クラブであるが、90日以内の短期で日本を訪問し活動するジャーナリストのための「ゲスト会員」制度もある。長期の会員は敬愛を込めて"squirrels"（リス）と呼ばれ、そのためクラブ自体も"Squirrel Corner"と呼ばれる。

## カンボジア
カンボジアの外国人記者クラブは、首都プノンペンのトンレサップ川沿いのメコン川との合流点近くにあるバー・レストランである。"the FCC"または単に"the F"と呼ばれる。
プノンペンのThe FCCはジャーナリストのための会員制クラブではなく営利のレストランである。相互に提携した記者クラブの会員には、飲食物が10%引きで提供される。

## 中華人民共和国
中華人民共和国には2つの外国人記者クラブがあり、それぞれ北京と上海に拠点を置く。

### 北京
中国外国人記者クラブ(Foreign Correspondents' Club of China)は北京で1981年に設立された。クラブの目的は、中国に派遣された海外特派員の間で友好と情報交換を促進すること、ジャーナリズムの職業意識を高めること、出版と情報交換の自由を擁護することである。毎月いくつかの演説会や社交行事を開催し、活動状況調査を毎年報告している。

## 香港
香港の外国人記者クラブ(The Foreign Correspondents' Club)は、1943年に中華民国の重慶で設立され、上海を経て、国共内戦後の1949年に香港に移転した。

## インド
ニューデリーの外国人記者クラブは長い歴史がある。チベットからスリランカまでインド亜大陸を担当する外国人記者によって1958年に創立された。会員の多くはニューデリーの恒久の拠点からインドだけでなくアフガニスタン・バングラデシュ・ブータン・ネパール・パキスタン・スリランカを含むすべての近隣諸国もカバーしている。
1990年に、ニューデリーの主要な通りであるマトゥラー通りに独自のビルを建てた。

## インドネシア
ジャカルタ外国人記者クラブ(The Jakarta Foreign Correspondents Club, JFCC)は、インドネシアの国際ジャーナリストのための非営利団体である。インドネシアの重要なニュース・メーカーとの昼食会や時事的なパネルディスカッションを定期的に開催している。会員資格はジャーナリスト以外にも開放されている。

## マレーシア
マレーシア外国人記者クラブ(The Foreign Correspondents Club of Malaysia, FCCM)は、マレーシアに派遣された外国人記者によって2011年に設立された非営利団体である。

## シンガポール
シンガポールの外国人記者クラブ(The Foreign Correspondents Association (Singapore))は1956年に設立された。他国の外国人記者クラブとは関係を持っていない。

## 台湾
台湾外国人記者クラブ(The Taiwan Foreign Correspondents' Club)がある。

## タイ
タイ外国人記者クラブ(The Foreign Correspondents Club of Thailand, FCCT)はバンコクにあり、50年以上活動している。

## アメリカ合衆国
名称が異なるが、アメリカ海外記者クラブ(Overseas Press Club)がそれに相当する。